# 林煥喜
林 煥喜（りん かんき、1908年7月30日 - 2020年4月24日）は、カナダのスーパーセンテナリアン。中国出身。

## 人物
1908年7月30日、清の村（現在の中国南部）に生まれる。18歳でジャック・ラムと結婚し、1959年にカナダに移住。夫婦は32年間別々の場所で暮らしていた。1965年に家を購入してからは、家の裏庭で野菜や果物を栽培していた。70歳で社会活動家になり、人頭税や移民政策に対する政府からの謝罪を推進していた。その後スティーヴン・ハーパーが正式に謝罪し、オタワにある下院に出席した。107歳までトロントの3階建ての部屋に住んでおり、それまでは病院に行ったこともなかった。孫娘は長寿の理由として多くの水を飲むこと、蒸した食べ物をよく食べること、そして生涯庭師として働くことを挙げている。また、偶然にも同じ建物には同じくスーパーセンテナリアンの黄德が居住していた。
2020年4月24日、COVID-19により死去。111歳269日であった。